# Nagari Selayo
Nagari Selayo is een bestuurslaag in het regentschap Solok van de provincie West-Sumatra, Indonesië. Nagari Selayo telt 13.250 inwoners (volkstelling 2010).